# Shaun Morgan
Shaun Morgan Welgemoed (Pietermaritzburg, 21 dicembre 1978) è un cantante e chitarrista sudafricano, frontman della band Seether, inizialmente conosciuta con il nome Saron Gas.

## Biografia
Shaun è nato a Pietermaritzburg, Sudafrica. Mentre la madre era di origine sudafricane, il padre era di origine inglese. Shaun si appassionò alla musica ascoltando i Nirvana, infatti dopo aver ascoltato l'album Nevermind prese la chitarra ed imparò la sua prima canzone, Polly, tratta proprio dall'album dei Nirvana.
Nell'agosto 2007, il fratello di Shaun, Eugene "Genie" Welgemoed, è stato trovato morto; l'evento ha avuto un enorme impatto su Shaun e il suo lavoro con il gruppo

## Stile musicale ed influenze
Frequenti critiche accusano Shaun di provare intenzionalmente a imitare la voce di Kurt Cobain, anche se probabilmente è dovuto all'influenza di Kurt su di lui come musicista.
I Seether si sono esibiti con alcune cover dei Nirvana tra cui: Something in the way, You Know You're Right, Heart-Shaped Box, Drain you, Rape Me, In Bloom. Inoltre Shaun ha tinto i capelli di rosso, simili a Kurt nel video di Come as You Are alla sua prima apparizione al Saturday Night Live. La sua voce a volte è alquanto simile al famosissimo cantante-poeta, leader dei Doors, Jim Morrison. Questo è ben visibile nella traccia bonus "Kom Saam met My" (Come with me), parlata nella sua lingua madre. Nell'album Karma and effect, il terzo album ufficiale della band. Ci sono state molteplici voci di una relazione tra Shaun e Amy Lee degli Evanescence, con la quale ha anche inciso il singolo "Broken", infatti nel video sono presenti entrambi.

## Collaborazioni
- Seether ft. Amy Lee (Evanescence) - Broken (2004)
- Art of Dying ft. Shaun Morgan (Seether) - Die Trying (2008)
- Hurt ft. Shaun Morgan (Seether) - World Ain't Right (2009)